# Moorden op de Red Lake High School op 21 maart 2005
De moorden op de Red Lake High School vonden plaats op 21 maart 2005, toen de zestienjarige scholier Jeff Weise negen mensen doodschoot, onder wie zijn grootvader, en nog veertien anderen verwondde. Het incident vond plaats in Red Lake, Minnesota, in de Verenigde Staten. Na de moorden pleegde de jongen zelfmoord.

## Geschiedenis
Weise, een jongen van Ojibwegse afkomst, schoot op de middag van 21 maart waarschijnlijk zijn grootvader, Daryl Lussier, en diens partner dood in hun huis. Vervolgens nam hij twee pistolen en een geweer mee, en reed met een pick-uptruck naar de Red Lake High School. Rond drie uur 's middags ging hij de school binnen en schoot een beveiligingsbeambte neer. Daarna ging hij een lokaal binnen, waar hij vijf leerlingen en de lerares om het leven bracht. Volgens ooggetuigen vroeg hij aan een van de leerlingen of hij in God geloofde voordat hij hem neerschoot. De politie denkt dat hij in datzelfde lokaal zelfmoord pleegde, toen de FBI bij het gebouw arriveerde.